# Bragadiru
Bragadiru là một xã thuộc hạt Ilfov, România. Dân số thời điểm năm 2002 là 8184 người.